# بخش مرکزی شهرستان جغتای
بخش مرکزی شهرستان جغتای یکی از بخش‌های شهرستان جغتای در استان خراسان رضوی ایران است.

## تقسیمات کشوری
- بخش مرکزی شهرستان جغتای
  - دهستان دستوران
  - دهستان جغتای

شهرها: جغتای

## جمعیت
بنابر سرشماری مرکز آمار ایران، جمعیت بخش مرکزی شهرستان جغتای در سال ۱۳۸۵ برابر با ۲۱٫۸۷۴ نفر بوده است.